# Вооружённые силы Коста-Рики
Вооружённые силы Коста-Рики (исп. Fuerza Pública de Costa Rica) были созданы 15 сентября 1821 года, после выхода страны из Центральноамериканской федерации, и расформированы 1 декабря 1948 года, после окончания гражданской войны.
В настоящее время в подчинении Министерства общественной безопасности находятся:
- гражданская гвардия (Guardia Civil, с 1949 года);
- служба воздушного наблюдения;
- пограничная полиция;
- береговая охрана;
- национальная полиция (Policía Nacional).

## История

### 1820-е - 1948
В 1890 году вооружённые силы состояли из постоянной армии (600 солдат и офицеров) и 31 824 человек резервной милиции.
В 1911 году Коста-Рика закупила в Германии 5 тыс. 7-мм винтовок «маузер» обр. 1910 года (модификация винтовки Mauser 98).
В 1913 году вооружённые силы состояли из постоянной армии (600 солдат и офицеров в составе нескольких пехотных рот и одной горной батареи), в военное время предусматривалось увеличение численности до 12 тыс. человек.
23 мая 1918 года Коста-Рика объявила войну Центральным державам, однако непосредственного участия в первой мировой войне не принимала.
В начале 1921 года правительство Коста-Рики выдвинуло территориальные претензии к правительству Панамы и 21 февраля 1921 года предприняло попытку занять спорные территории на Тихоокеанском побережье (предлогом являлось решение международного арбитража 1914 года). В ходе боевых действий в районе реки Кото панамцы захватили коста-риканское судно "Sultana" (на котором были захвачены один пулемёт, 25 винтовок "маузер" и 6000 патронов), ещё несколько винтовок "спрингфилд" обр. 1903 года панамцы захватили в боях с коста-риканской армией. После вмешательства США, 5 марта 1921 года боевые действия были прекращены, подразделения армии Коста-Рики были выведены с территории Панамы, однако дипломатические отношения между странами были восстановлены только в 1928 году, а соглашение о границе было подписано только в 1941 году.
В 1923 году на Вашингтонской конференции правительствами стран Центральной Америки были подписаны «Договор о мире и дружбе» с США и «Конвенция о сокращении вооружений». В соответствии с конвенцией максимальный размер армии Коста-Рики был установлен в 2 тыс. человек, а для подготовки её личного состава было разрешено использовать иностранных военных советников. В 1932 году договор был денонсирован Коста-Рикой[уточнить]. 
После начала Второй мировой войны, в сентябре 1939 года по инициативе США в Панаме состоялось консультативное совещание министров иностранных дел стран Американского континента, которое приняло декларацию о нейтралитете.
После японского нападения на Пёрл-Харбор, 8 декабря 1941 года Коста-Рика объявила войну Японии, а 11 декабря 1941 года - Германии, однако непосредственного участия в боевых действиях во Второй мировой войне не принимала.
16 января 1942 года было подписано соглашение о предоставлении Коста-Рике военной помощи из США по программе ленд-лиза.
В 1943 году межпартийное объединение «Блок победы» (объединявшее коммунистов, активистов республиканской партии и прогрессивных католиков) сорвало попытку правительства США навязать правительству Коста-Рики подписание соглашения, в соответствии с которым США получали право вводить войска на территорию Коста-Рики «с целью обеспечения безопасности».
В период Второй мировой войны США передали по программе ленд-лиза два броневика M3A1 White, 14 джипов, два артиллерийских орудия, шесть миномётов, шесть станковых пулемётов M1919A4, 24 пистолета-пулемёта Томпсона и 200 гранат со слезоточивым газом
В сентябре 1947 года в Рио-де-Жанейро представитель Коста-Рики подписал Межамериканский договор о взаимной помощи, который вступил в силу 3 декабря 1948 года. В это время, в декабре 1948 года общая численность вооружённых сил Коста-Рики составляла 1200 человек. После вступления договора в силу США начали оказание помощи Коста-Рике в рамках программы обучения полицейских сил «Public Safety Program», которая продолжалась до 1974 года. При этом, только в период с 1949 по 1967 год в «Школе Америк» в зоне Панамского канала было подготовлено свыше 1900 военнослужащих гражданской гвардии, ещё некоторое количество офицеров полиции прошли обучение в полицейской академии в Вашингтоне (в дальнейшем, обучение продолжалось).
К началу 1948 года арсенал страны включал 3800 винтовок «маузер», 1000 винтовок «ремингтон», 300 пистолет-пулемётов Beretta M38/44, 65 пулемётов различных систем, восемь 75-мм гаубиц и четыре 20-мм итальянских зенитных орудия "Breda".
1 декабря 1948 года вооружённые силы были расформированы.

### 1949 - 1990-е
Принятая 7 ноября 1949 года Конституция запретила создание и содержание в мирное время постоянной профессиональной армии, вместо неё для защиты страны была создана «гражданская гвардия».
После этого по программе военной помощи США передали Коста-Рике несколько сотен единиц стрелкового оружия (пистолеты-пулемёты M3, пистолеты Colt M1911A1 и .38 револьверы «смит-вессон»). Кроме того, в 1950 году США поставили Министерству общественной безопасности один самолёт Beechcraft C-45F (который использовался до 1960 года).
В 1952 году общая численность гражданской гвардии составляла 500 человек, ещё 2 тыс. человек служили в полиции.
В 1954 году из США были получены самолёт Cessna 180B (который использовался до 1980 года) и партия стрелкового оружия (несколько тысяч винтовок M1 Garand и две тысячи карабинов M1 и M2). В Италии закупили партию пистолет-пулемётов Beretta M38/49.
11-22 января 1955 года отряды гражданской гвардии отразили военное вторжение со стороны Никарагуа вооружённых отрядов сторонников бывшего президента страны Р. А. Кальдерона Гуардии (по современным оценкам, около 200 человек при поддержке нескольких лёгких бронетранспортёров «Universal Carrier» и пяти самолётов).
После начала боевых действий США продали Коста-Рике четыре истребителя P-51D «мустанг».
В 1962 году было подписано соглашение с США о дополнительных поставках в страну военного снаряжения.
- в сентябре 1963 года прибывшая в страну военная делегация США во главе с генералом Р. Вудом передала Коста-Рике крупную партию вооружения, а в октябре 1963 года - три самолёта U-17A (военная версия самолёта Cessna 185E)[24] и катера для береговой охраны[25]
- до 1964 года в страну было поставлено дополнительное количество карабинов M1 и 35 пулемётов M1919A4[13]

В 1964 году была создана авиаэскадрилья гражданской гвардии.
В 1965 году правительство Коста-Рики оказало помощь США в оккупации Доминиканской Республики: в мае 1965 года в эту страну был отправлен отряд из 21 полицейского, а в июне 1965 года правительство США предоставило Коста-Рике кредит в размере 3,3 млн. долларов США.
В период с марта 1965 по сентябрь 1967 года Коста-Рика являлась членом Центральноамериканского совета обороны. Также, на территории Коста-Рики действовала военная миссия США, однако её численность оставалась незначительной вплоть до победы в 1979 году сандинистской революции в Никарагуа. Так, в 1972—1975 годы общая численность американских военных советников составляла 5 человек (два офицера, два солдата и один гражданский специалист), расходы на содержание миссии составляли 93-96 тыс. долларов в год.
В 1970 году при поддержке США в составе министерства общественной безопасности Коста-Рики было создано антинаркотическое подразделение, к которому были прикомандированы два американских советника — один агент ЦРУ (Luis Lopez Vega) и один агент DEA (Carlos Hernandez Rumbaut). Однако после избрания в мае 1970 года президента Фигереса (восстановившего дипломатические отношения с СССР) отношения Коста-Рики с США ухудшились. Возникли признаки подготовки государственного переворота с участием 1-го секретаря посольства США Уильямсона. Начиная с осени 1970 года правительство Коста-Рики несколько раз обращалось к США с просьбой отозвать Уильямсона, в январе 1971 года гражданская гвардия страны была приведена в боевую готовность, а правительство Панамы по просьбе Фигереса тайно передало Коста-Рике свыше сотни полуавтоматических винтовок. После этого, в феврале 1971 года Уильямсон был отозван в США, и конфликт был урегулирован. 
В 1973 году при помощи США была создана новая полицейская служба (OIJ, Organismo de Investigación Judicial) из 120 сотрудников с функциями, аналогичными ФБР США.
В 1975 году США передали Коста-Рике по программе военной помощи 6000 карабинов M1 Carbine, а Венесуэла временно разместила в Сан-Хосе две бронемашины AML 60 S530.
По состоянию на 1976 год общая численность формирований гражданской гвардии (включая отряд береговой охраны и авиаотряд) составляла 5 тыс. человек.
В конце 1976 года, после инцидента на линии государственной границы отношения между Коста-Рикой и Никарагуа резко ухудшились. 7 октября 1977 года части Национальной гвардии Никарагуа, преследовавшие группу отступавших повстанцев СФНО, совершили вторжение на территорию Коста-Рики. Правительство Коста-Рики заявило протест, обратилось к ОАГ и начало сосредоточение полицейских подразделений в северной части страны. В итоге, 14 октября 1977 года части Национальной гвардии Никарагуа покинули территории Коста-Рики.
В 1980 году правительство страны увеличило военные расходы, в результате общая численность сил гражданской и сельской гвардии была увеличена с 7 тыс. до 8 тыс. человек, были закуплены патрульные автомашины для полиции, новые радиостанции и компьютеры.
Кроме того, с начала 1980-х годов увеличивается военная помощь США для Коста-Рики — от нуля в 1981 финансовом году до 2 млн долларов в 1982 году, 4,6 млн в 1983 году, 9,2 млн в 1984 году и 11 млн долларов в 1985 финансовом году; в 1986 году было получено ещё 2,6 млн долларов.
В 1982 году правительство Коста-Рики сделало заявление, что в международных отношениях страна является сторонником политики добрососедства и «постоянного нейтралитета». Тогда же, в 1982 году с правительством Никарагуа был заключен договор о совместном патрулировании приграничной территории, устанавливавший линию разграничения на реке Сан-Хуан и порядок её патрулирования. Тем не менее, в 1980-е годы на территориях вдоль границы с Никарагуа при поддержке правительства и спецслужб США были созданы лагеря и базы снабжения «контрас» (кроме того, в июле 1987 года правительство Коста-Рики было вынуждено официально признать наличие на территории страны, в районе границы с Никарагуа сети небольших аэродромов, «с которых могли вылетать самолёты, осуществлявшие снабжение „контрас“»).
В общей сложности в период с января 1981 года до 23 мая 1984 года по программе военной помощи из США было получено 2 вертолёта Hughes 500E (со снятым вооружением), 18 патрульных катеров, 83 армейских джипа, а также автоматы M-14, M-16A1, гранатомёты M203, боеприпасы и другое военное снаряжение. 
В сентябре 1984 года стало известно о намерении США передать Коста-Рике до конца 1984 года четыре тысячи автоматов М-16 и 81-мм миномёты. Позднее, поставки продолжались, до 1988 года из США были получены 4 самолёта «сессна», миномёты и иное имущество.
Кроме того, в 1981—1988 гг. военную помощь предоставляли и другие государства: Израиль (1500 автоматов «галил» и инструкторы); Тайвань (партия автоматов T-65, противогазы, щиты, каски, радиостанции, камуфляжная ткань для пошива униформы); Венесуэла (976 шт. винтовок М-14); Аргентина (патрульные автомашины), Южная Корея (полицейские дубинки и защитное снаряжение для полиции); а также Чили, Япония, Испания и ФРГ (в 1984 году из ФРГ был получен один бронетранспортёр UR-416).
Также в 1982 году в страну прибыли четыре группы военных советников США, на американской военной базе в зоне Панамского канала началась военная подготовка военнослужащих «гражданской гвардии», началось создание новых подразделений:
- в 1982 году при помощи США была реорганизована спецслужба DIS (численность которой увеличили до 100 сотрудников), а также сформированы два антитеррористических подразделения гражданской гвардии: «Chorotega company» (260 человек) в районе реки Сан-Хуан и второе подразделение из 100 человек на Атлантическом побережье[44].
- в ноябре 1982 года было начато создание добровольческого резерва гражданской гвардии — общества OPEN, которое проводило курсы подготовки продолжительностью 7-14 недель по обучению обращению с армейским стрелковым оружием, основам тактики и оказанию первой медицинской помощи. В общей сложности, до конца 1980-х годов было подготовлено 5 тыс. мужчин и женщин[46].
- в апреле 1985 года было начато строительство учебно-тренировочной базы «Murcielago», в мае 1985 года под руководством 24 «зелёных беретов» на базе началось обучение батальона пограничной охраны «Relampagos» численностью 800 чел. Обучение батальона под руководством «зелёных беретов» продолжалось в течение 5 месяцев[47].
- в мае 1985 года под руководством 22 военных советников США на основе отряда специального назначения UEI началось создание "сил быстрого реагирования" численностью 750 человек[48].

В августе 1985 года правительством страны был принят закон, разрешивший использование силами гражданской гвардии тяжёлого вооружения (в том числе, артиллерии и танков).
По состоянию на 1985 год, общая численность формирований гражданской гвардии составляла 9800 человек.
В 1982—1986 годы в приграничных районах имели место несколько столкновений «контрас» с коста-риканскими военнослужащими и полицейскими:
- так, в 1982 году, после нескольких столкновений «контрас» с коста-риканскими крестьянами, которые сопровождались вымогательством денег и продуктов питания у местных жителей, коста-риканские сельские гвардейцы закрыли два тренировочных лагеря «контрас» в селении Лос-Чилес недалеко от границы с Никарагуа и разоружили нескольких находившихся здесь боевиков[51].
- наиболее серьезным стал инцидент в окрестностях селения Лас-Крусес 1 июня 1985 года, в ходе которого боевиками ARDE были застрелены два и ранены 8 военнослужащих коста-риканской пограничной охраны. Инцидент вызвал значительный резонанс на международном уровне, поскольку в коммюнике правительства Коста-Рики, опубликованном непосредственно после инцидента, нападавшие были названы «никарагуанцами»[52]. Непосредственно вслед за этим средства массовой информации опубликовали сообщения о том, что нападавшие являлись «сандинистами» (то есть, сторонниками сандинистского правительства Никарагуа и возможно — военнослужащими правительственной армии). Вслед за этим последовал обмен дипломатическими нотами между Коста-Рикой и Никарагуа, отношения между странами временно ухудшились, но в конечном итоге конфликт был урегулирован.

В 1989—1993 годы конгресс США утвердил 117 разрешений на продажу Коста-Рике оружия и боеприпасов на общую сумму 556 274 долларов США.
В 1993 году общая численность вооружённых военизированных формирований (гражданской гвардии, морской охраны и пограничной полиции) составляла 12 тыс. чел.
В 1996 году началась военная реформа, в результате которой военизированные формирования гражданской гвардии, морской охраны и пограничной полиции получили общее командование и единое название — «Общественные силы Коста-Рики» (Fuerza Pública de Costa Rica).
17 марта 1997 года Коста-Рика присоединилась к Конвенции о запрете противопехотных мин.
По состоянию на начало 1998 года, общая численность вооружённых сил Коста-Рики составляла 7 тыс. человек (3 тыс. в гражданской гвардии, 2 тыс. в сельской гвардии и 2 тыс. в пограничной полиции).

### с 2000 года
В мае 2000 года береговая охрана была выведена из состава пограничной полиции и преобразована в самостоятельное подразделение. В 2001 году территория страны была разделена на десять полицейских округов и в 2002 году военная реформа была завершена.
В 2003 году правительство Коста-Рики объявило о присоединении страны к силам международной коалиции в Ираке. В дальнейшем, Конституционный суд страны признал незаконным решение правительства о присоединении к антииракской коалиции, поскольку оно противоречило закреплённому в конституции страны определению о нейтралитете. 9 сентября 2004 министр иностранных дел Коста-Рики Роберто Товар официально обратился к США с просьбой исключить страну из списка государств, поддерживающих военное вмешательство в Ирак. 20 сентября 2004 правительство США официально исключило Коста-Рику из стран-участников коалиции. В сообщении госдепартамента США было отмечено, что в период своего участия в составе коалиции Коста-Рика не оказывала никакого практического содействия коалиции — ни военного, ни экономического.
14 ноября 2007 года было создано Американское полицейское сообщество (участником которого стала Коста-Рика).
С 2008 года США оказывают помощь силам безопасности и правоохранительным органам Коста-Рики по программе CARSI (Central America Regional Security Initiative).
3 декабря 2008 года правительство Коста-Рики подписало Конвенцию о отказе от использования кассетных боеприпасов.
Военный бюджет в 2009 году составлял 180 млн долларов, в 2010 году — 215 млн долларов.
В 2011 году Коста-Рика закупила в Чехии 170 шт. пистолет-пулемётов Šcorpion vz. 61. Также, в сентябре 2011 года было заключено соглашение, в соответствии с которым в период с января до конца апреля 2012 года Китайская Народная Республика безвозмездно передала национальной полиции Коста-Рики 400 патрульных автомашин.
В мае 2012 года Китай предложил выделить 22 млн. долларов на строительство полицейской академии, но в итоге, в июне 2012 года 13 млн. евро на создание полицейской академии предоставил Евросоюз.
В сентябре 2013 года правительство Коста-Рики подписало и ратифицировало Международный договор о торговле оружием.
В августе 2015 года правительство США подарило Коста-Рике три бронемашины, построенных на шасси дизельного грузовика "Ford" 4х4 (которые получили наименование "El Protector" и поступили на вооружение полиции).

## Современное состояние
По состоянию на 2010 год, общая численность военизированных формирований страны составляла 9,8 тыс. человек. В период после Второй мировой войны вооружение в основном американского производства (по состоянию на начало 2003 года вместе с американскими автоматами M16 и пулемётами M60 на вооружении имелось некоторое количество израильских автоматов Galil и пистолет-пулемётов Uzi, а в провинциальных подразделениях сельской полиции по-прежнему оставались устаревшие карабины M1). Личный состав обмундирован в униформу американского образца (OG-107), в качестве защитного снаряжения на вооружение приняты шлемы и бронежилеты PASGT.
Гражданская гвардия: 4,5 тыс. человек и несколько лёгких самолётов (один DHC-7, два Cessna 210, два PA-31 «Navajo» и один PA-34-200T).
- в составе гражданской гвардии имеется спецподразделение UEI

Пограничная полиция: 2,5 тыс. человек.
Береговая охрана: 400 человек, два больших и восемь малых патрульных катеров.
Национальная полиция составляет 2 тыс. человек
- в составе полиции имеется спецподразделение GAO[67].

Кроме того, на территории Коста-Рики разрешена деятельность частных охранных структур (по состоянию на 2009 год, в стране насчитывалось 19 558 частных охранников, на вооружении которых имелось 8884 единицы огнестрельного оружия).

## Дополнительная информация
- 1 декабря — профессиональный праздник военнослужащих коста-риканских вооружённых сил (установлен в 1986 году).